# Parlamentswahl in Portugal 1985
- APU: 38
- PS: 57
- PRD: 45
- PSD: 88
- CDS: 22

Die Parlamentswahl in Portugal 1985 fand am 6. Oktober statt.
Die Wahlen waren notwendig geworden, da es innerhalb der politisch der Rechten Mitte zugehörigen Sozialdemokratische Partei Portugals zu wachsenden Spannungen und Auseinandersetzungen gekommen war. Eine die Regierungskoalition mit den Sozialisten  verteidigende Strömung um Carlos Mota Pinto, Henrique Nascimento Rodrigues sowie Eurico de Melo, die sogenannte Troika in der PSD-Führung,  und eine von dem ehemaligen Finanz- und Planungsminister im Kabinett von Francisco Sá Carneiro, Aníbal Cavaco Silva, geführte und stärker konservativ ausgerichtete Gruppe kämpften um die zukünftige Ausrichtung ihrer Partei. Der plötzliche Tod von Mota Pinto, der bereits im Februar 1985 von seinen Partei- und Regierungsämtern zurücktrat,  führte zu neuen Auseinandersetzungen. Im Mai 1985 wurde auf dem 12. Kongress der PSD, gegen die Pläne der bisherigen Parteiführung, Cavaco Silva überraschend  zum Präsidenten der Politischen Kommission der Partei gewählt. Am 4. Juni 1985 zerbrach auf Grund von unüberbrückbaren Gegensätzen in der Arbeits- und Agrarpolitik die Regierungskoalition mit den Sozialisten.
Präsident António Ramalho Eanes  löste daraufhin das Parlament auf und rief Neuwahlen aus. Da ihm weder die  PSD noch die  Sozialisten eine Möglichkeit geboten hatten, seine politische Karriere an führender Stelle fortzusetzen (eine weitere Amtsperiode als Präsident des Landes ließ die Verfassung nicht zu),  hatte er maßgeblichen Anteil an der bereits im Februar 1985 erfolgten Formierung der Demokratischen Erneuerungspartei (PRD). Die PRD verstand sich als eine Mitte-links-Partei und trat als Bewahrer der moralischen Werte der portugiesischen Gesellschaft und der Nelkenrevolution auf.
Die Wahl am 6. Oktober  führte zu einem Sieg für die PSD, die so ihre erste Wahl im Alleingang gewann. Überraschend war das gute Ergebnis der PRD die mit fast 18 % der Stimmen auf Anhieb zur drittstärksten politischen Kraft wurde. Das schwache Abschneiden des rechtskonservativen  CDS  unter Francisco Lucas Pires führte noch im Oktober zu dessen Rücktritt.
Da die PSD aus der Wahl als stärkste Partei hervorging, stellte sie mit Aníbal Cavaco Silva auch den Ministerpräsidenten. Da die PSD jedoch über keine eigene parlamentarische Mehrheit verfügte, führte er eine Minderheitsregierung, die abwechselnd auf die Tolerierung durch PRD und CDS angewiesen war. Nachdem die PRD im Frühjahr 1987 ihre Tolerierungspolitik aufgab, war auch die erste Regierung Cavaco Silva am Ende.
Die Wahlbeteiligung lag bei 74,16 %. Die Auszählung erfolgte nach dem D’Hondt-Verfahren.

## Wahlergebnisse
| Partei                                | Partei | Stimmen   | Stimmen | Stimmen | Sitze   | Sitze |
| Partei                                | Partei | Anzahl    | %       | +/−     | Anzahl  | +/−   |
| ------------------------------------- | --- | --------- | ------- | ------- | ------- | ----- |
|                                       | Partido Social Democrata | 1.732.288 | 29,9    | +2,7    | 88      | +13   |
|                                       | Partido Socialista | 1.204.321 | 20,8    | −15,3   | 57      | −44   |
|                                       | Partido Renovador Democrático | 1.038.893 | 17,9    | −       | 45      | +45   |

Sitzverteilung und stärkste Partei in den Wahlkreisen

|                                       | Aliança Povo Unido - Partido Comunista Português (PCP) - Movimento Democrático Português – Comissão Democrática Eleitoral (MDP/CDE) | 898.281   | 15,5    | −2,6    | 38 35 3 | −6 ±0 |
|                                       | Centro Democrático e Social | 577.580   | 10,0    | −2,6    | 22      | −8    |
|                                       | União Democrática Popular | 73.401    | 1,3     | +0,8    | −       | −     |
|                                       | Partido da Democracia Cristã | 41.831    | 0,7     | +0,0    | −       | −     |
|                                       | Partido Socialista Revolucionário                                                                                                   | 35.238    | 0,6     | +0,4    | −       | −     |
|                                       | Partido Comunista dos Trabalhadores Portugueses                                                                                     | 19.943    | 0,3     | −0,1    | −       | −     |
|                                       | Partido Operário de Unidade Socialista                                                                                              | 19.085    | 0,3     | −0,0    | −       | −     |
|                                       | Partido Comunista (Reconstruído) | 12.749    | 0,2     | +0,2    | −       | −     |
|                                       | Leeren Stimmzettel | 48.709    | 0,8     | +0,1    |         |       |
|                                       | Ungültige Stimmzettel | 96.610    | 1,7     | −0,1    |         |       |
|                                       | Gesamt | 5.798.929 | 100,0   |         | 250     |       |
| Wahlberechtigte                       | Wahlberechtigte | 7.818.981 |         |         |         |       |
| Wahlbeteiligung                       | Wahlbeteiligung | 74,2 %    |         |         |         |       |
| Quelle: Comissão Nacional de Eleições | |           |         |         |         |       |